# Rain (Amerikaanse band)
Rain was een driekoppige Amerikaanse band uit Washington D.C., die emocore, posthardcore en punkrock speelde.

## Bezetting
- Eli Janney[2] (drums)
- Jon Kirschten[3] (zang, gitaar)
- Bert Queiroz[4] (basgitaar)
- Scott McCloud[5] (zang, gitaar)

## Geschiedenis
Rain was een niet lang bestaande band en vervulde een sleutelfunctie voor de tweede golf van de Revolution Summer van Washington D.C., die werd beschouwd als de eigenlijke golf van de emotionele hardcore punk. Deze kwam voort uit acts als Embrace en Rites of Spring. De band was ook bekend voor hun samenstelling met leden van andere invloedrijke hardcore/punkacts. Bert Queiroz besteedde zijn tijd bij Youth Brigade en Jon Kirschten bij Gray Matter, voorafgaand aan de formatie van Rain, terwijl Eli Janney later de bekende posthardcore-act Girls Against Boys formeerde met Scott McCloud na de ontbinding van Rain.
Na diverse shows te hebben afgewerkt, nam de band twee keer op in 1987. De eerste sessie resulteerde in een demotape, die kort daarna verscheen. Voor de tweede sessie voegde Scott McCloud zich bij de band. Worlds at War van deze tweede sessie verscheen in 1989 op de compilatie State of the Union bij Dischord Records. Hoe dan ook, de volledige sessie werd niet uitgebracht tot 1990, totdat Guy Picciotto (Fugazi, Rites of Spring) deze uitbracht als 12"-ep met de titel La Vache Qui Rit bij Peterbilt Records. Kort daarna werd de band ontbonden. La Vache Qui Rit werd eind 2007 geremasterd en heruitgebracht op cd door Dischord/Peterbilt.

## Discografie

### Ep's
- 1987: Demo Tape zelf uitgebracht
- 1990: La Vache Qui Rit (1990: lp/2007: cd) (Dischord Records/Peterbilt)

### Compilaties
- 1989: State of the Union (Dischord Records) - Worlds at War